# Zach Phillips
Pour le joueur de hockey, voir Zack Phillips.
Zachary David Phillips (né le 21 septembre 1986 à Sacramento, Californie, États-Unis) est un lanceur de relève gaucher des Ligues majeures de baseball. Il est en 2016 sous contrat avec les Orioles de Baltimore.

## Carrière
Zach Phillips est repêché au 23e tour de sélection par les Rangers du Texas en 2004.
Le 19 juillet 2011, les Rangers échangent Phillips, toujours joueur en ligues mineures, aux Orioles de Baltimore en retour du joueur de champ intérieur Nick Green.
Phillips fait ses débuts dans le baseball majeur avec les Orioles le 31 août 2011. Il maintient une moyenne de points mérités de 1,13 en huit manches lancées pour les Orioles, avec qui il fait 10 sorties en relève en 2011. Il effectue six présences au monticule et lance six manches pour Baltimore en 2012, accordant quatre points. Il est libéré par les Orioles après avoir refusé d'être rétrogradé aux ligues mineures et signe le 25 novembre 2012 un contrat chez les Marlins de Miami. Il apparaît dans 3 matchs des Marlins en 2013.
En 2014, Phillips joue au Japon avec les Hiroshima Toyo Carp de la Ligue centrale. Sa moyenne de points mérités là-bas se chiffre à 3,27 en seulement 11 manches lancées. Il signe un contrat des ligues mineures avec les White Sox de Chicago le 22 janvier 2015. Il passe la saison 2015 avec les Knights de Charlotte, le club-école des White Sox, où il maintient une moyenne de points mérités de 3,29 en 54 manches et deux tiers lancées en relève. Il n'est cependant jamais rappelé par Chicago.
Le 23 mars 2016, Phillips signe un contrat des ligues mineures avec son ancien club, les Orioles de Baltimore.